# Ardennengouw
De Ardennengouw (pagus Arduennensis) was een Frankische gouw rond het huidige drielandenpunt van België, Luxemburg en Duitsland.
Het woord Ardennen duikt voor de eerste keer op bij Julius Caesar in zijn boek De Bello Gallico; hij noemt daarin het gebied tussen Maas, Rijn en Moezel Arduenna silva (het woud Arduenna). Arduenna betekent vermoedelijk "hoog".
In 840 ontstond het graafschap Ardennen, dat weer verdween in 1026. In 963 wisselt gouwgraaf Siegfried grond uit met de Rijksabdij Sankt Maximin te Trier. Siegfried bouwt zijn vesting op een oud Romeins kamp, Lucilinburhuc, dat kleine burcht betekent. Zo ontstaat Luxemburg als graafschap.

## Gebied van de Ardennengouw
- in Wallonië
  - Amel, Lontzen, Malmedy, Manderfeld, Sankt Vith, Schönberg, Walhorn
- in Rijnland-Palts
  - Ammeldingen, Auw, Bleialf, Daleiden, Eschfeld, Neuerburg, Niedersgegen, Oos, Prüm, Seiwerath
- in het Groothertogdom
  - Clerf, Consthum, Ettelbruck, Folkendange, Weiswampach, Wiltz, Winterspelt

## Gouwgraven[1]
- Adalhard (overleden rond 870)
- Odocar (overleden kort voor 889)
- Liutfrid (overleden na 895)
- Wigerik (overleden tussen 916 en 922/923), evenwel slechts betuigd als graaf van de Bidgouw en in de Triergouw.
- Gozlin of Gozelo (overleden in 942 of 948 ?), ook graaf van de Bidgouw
- Gieselbert (overleden in 963)
- Siegfried (overleden in 997/998), eerste graaf van Luxemburg
- Gieselbert (overleden in 1006)